# Saíra-diamante
A saíra-diamante (Tangara velia) é uma espécie de ave da família Thraupidae. É encontrado na Amazônia e Mata Atlântica da América do Sul. A população da Mata Atlântica tem um peito muito mais pálido do que as outras populações, e muitas vezes foi considerada uma espécie separada chamada de saíra-de-peito-prateado (Tangara cyanomelas). Hoje, a maioria das autoridades a trata como uma subespécie da saíra-de-opala.

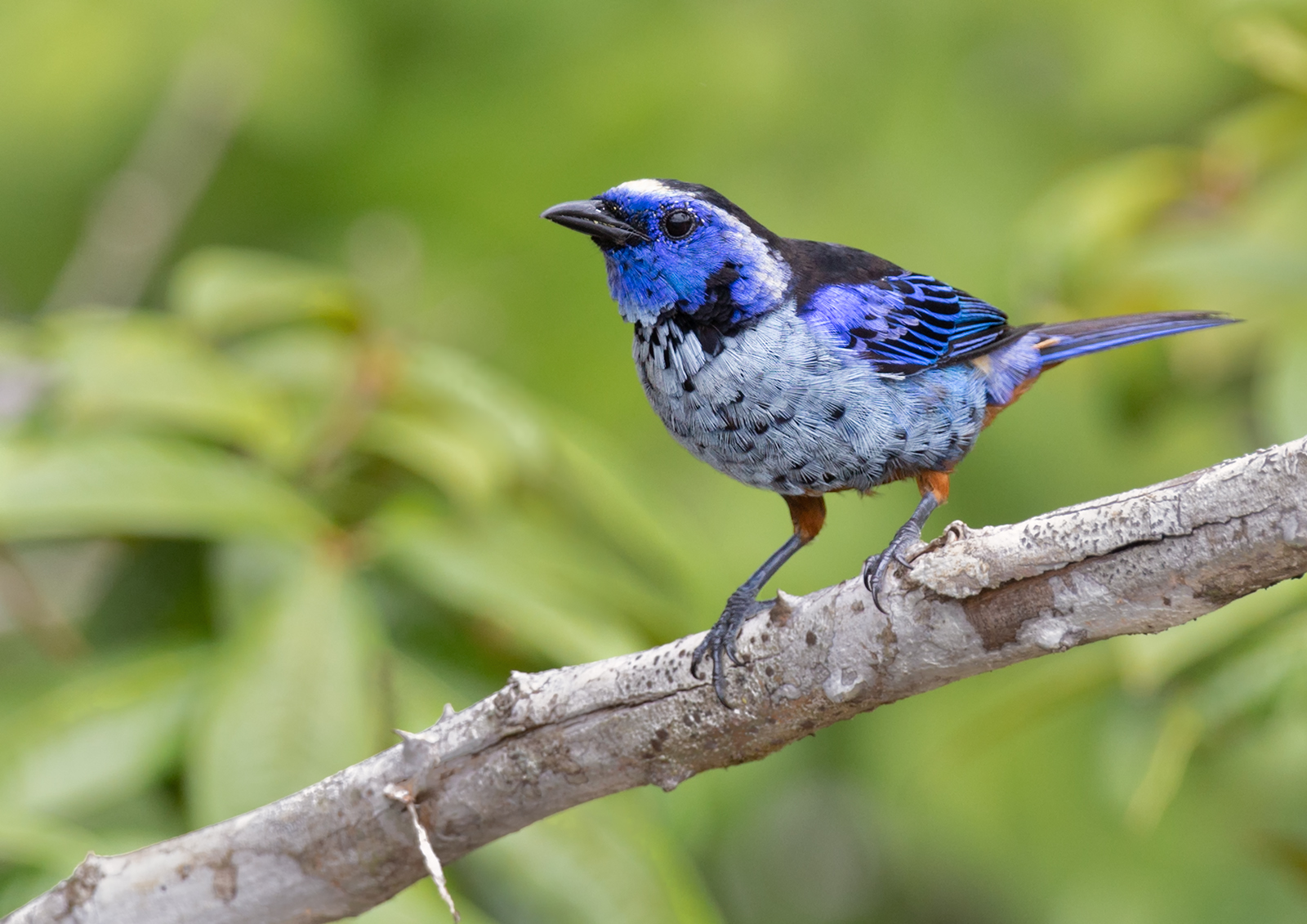
Saíra-de-peito-prateado (Tangara velia cyanomelas)

## Taxonomia
Em 1743, o naturalista inglês George Edwards incluiu uma ilustração e uma descrição da saíra-diamante em seu livro A Natural History of Uncommon Birds . Ele usou o nome inglês "Red-belly'd Blue-bird" ". Edwards baseou sua gravura colorida à mão em um espécime coletado no Suriname. Quando, em 1758, o naturalista sueco Carl Linnaeus atualizou seu Systema Naturae para a décima edição, ele colocou a saíra-diamante com outras alvéolas no gênero Motacilla. Linnaeus incluiu uma breve descrição, cunhou o nome binomial Motacilla velia e citou o trabalho de Edwards. Linnaeus não forneceu nenhuma explicação para o epíteto específico; talvez seja um erro de impressão do grego antigo elea, um pequeno pássaro mencionado por Aristóteles. A saíra-diamante é agora colocada no gênero Tangara, que foi introduzido pelo zoólogo francês Mathurin Jacques Brisson em 1760. A localidade tipo é o Suriname.
Quatro subespécies são reconhecidas: 
- T. v. velia ( Linnaeus, 1758) – as Guianas e o norte do Brasil
- T. v. iridina ( Hartlaub, 1841) – oeste da Amazônia
- T. v. signata ( Hellmayr, 1905) – nordeste do Brasil
- T. v. cyanomelas ( Wied-Neuwied, 1830) – leste do Brasil

## Nomenclatura
O nome saíra-diamante foi selecionado em 2021 como nome vernáculo técnico para a espécie pelo Comitê Brasileiro de Registros Ornitológicos (CBRO).